# Kelsey Pardue
Kelsey Pardue (* ca. 1992) ist eine US-amerikanische Fußballspielerin und -trainerin.

## Karriere
Während ihres Studiums an der Longwood University spielte Pardue von 2010 bis 2013 für die dortige Universitätsmannschaft der Longwood Lancers und lief parallel dazu bei den W-League-Franchises Fredericksburg Impact und, ab 2013, Washington Spirit Reserves auf. Im Juni 2014 wurde sie gemeinsam mit ihrer Teamkollegin Jennifer Skogerboe erstmals in den Kader der ersten Mannschaft der Washington Spirit berufen und debütierte dort am 11. Juni bei einer 0:2-Auswärtsniederlage gegen die Boston Breakers als Einwechselspielerin.